# Hydrogénosulfate de sodium
L'hydrogénosulfate de sodium est un sel issu de la neutralisation partielle de l'acide sulfurique. Ce n'est pas un ampholyte mais un sel à caractère acide.
Il fait aussi partie des produits d'entretien communément employés dans les piscines, étant sans risque pour la santé humaine une fois dilué, et biodégradable. 
Plus concentré, il peut être employé comme pesticide écologique notamment en milieu marin, permettant d'empoisonner un animal (le plus souvent par injection) sans risque pour l'environnement alentour. Il est notamment utilisé ainsi dans les campagnes de lutte contre l'étoile de mer invasive Acanthaster planci.  
Il est utilisé dilué dans de l'eau en bijouterie pour le décapage et la désoxydation des métaux précieux, après soudure. 
Il connait aussi un usage vétérinaire pour acidifier l'urine des chats et ainsi aider à prévenir la formation de calcul

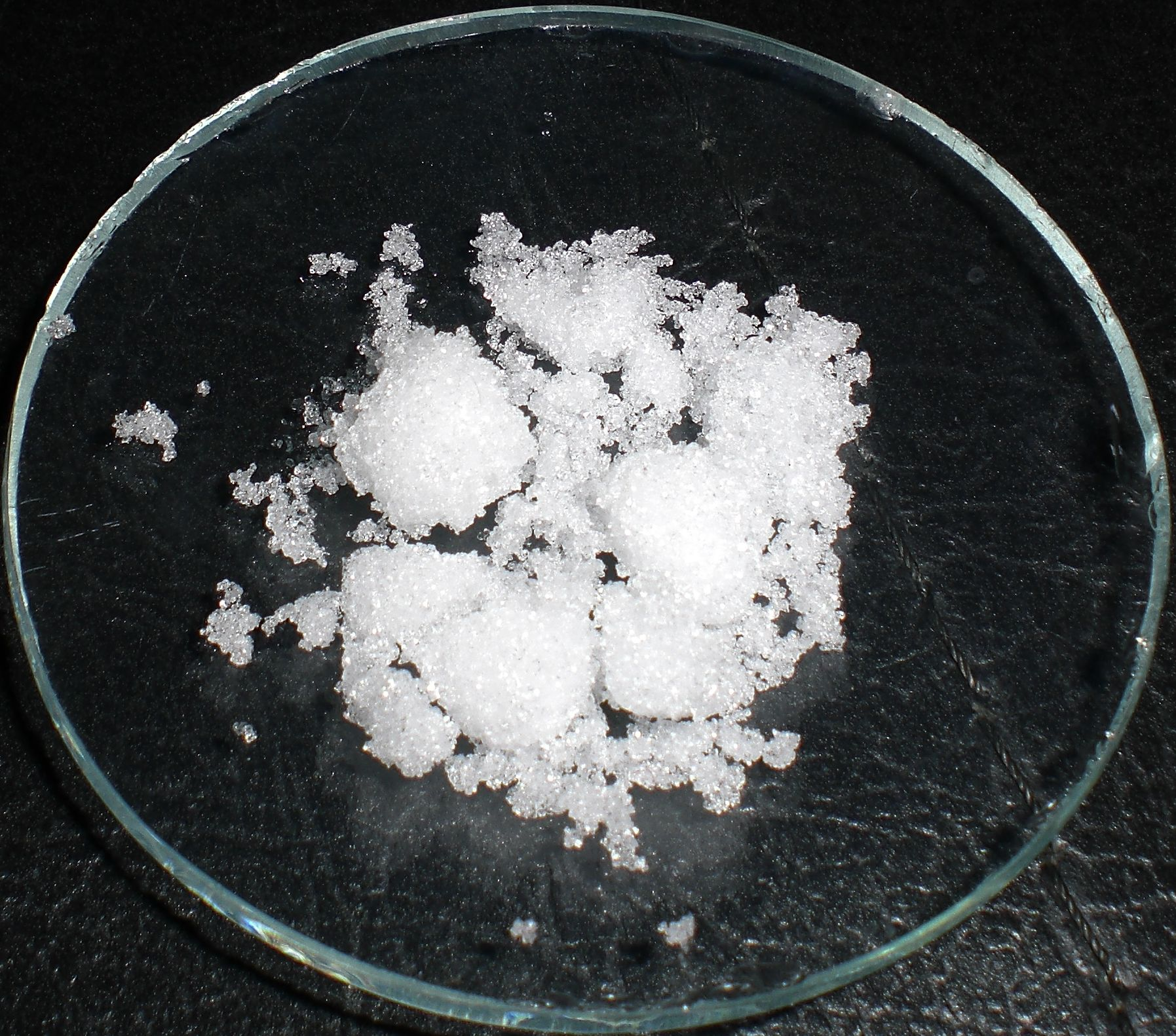
Cristaux d'hydrogénosulfate de sodium.

## Réactions chimiques
L’équation de sa dissolution est :
NaHSO4(s) → Na+(aq) + HSO4−(aq)
L’ion HSO4− est un acide qui réagit avec H2O selon la réaction d’équation :
HSO4−(aq) + H2O(l)  {\displaystyle \rightleftharpoons }  H3O+(aq) + SO42−(aq), pKa = 1,9